# Beduiner
Beduiner (av arabiska badawi بدوي ) är ett generiskt namn på arabiska nomadfolk som bor i arabiska öknen, Sinai och Sahara. Som beduiner räknas bland andra Baggarerna i Sudan och Beni Hassan-klanen i nordvästra Afrika. Ibland kallas även vissa icke-arabiska nomader beduiner, då i synnerhet bejaerna.

## Historia
Enligt Jan Hjärpe var de nomadstammar i öknen (hebreiska 'arâb) som nämns i Jesaja 13:20 beduiner, och dessa beduiner var en av de stora grupperna som så småningom blev vad vi idag menar med araber. Den andra stora gruppen kom från drottningen av Sabas rike, "landet i Söder", det vill säga Jemen. Där fanns den första statsbildningen på den Arabiska halvön.
Traditionellt levde beduinerna i stamsamhällen som leddes av schejker och präglades av tribalism med en uttalad hederskultur (Hjärpe). Beduinerna hade en distinkt livsstil då de var kamelägande, hade fina hästar, och försörjde sig vanligen som herdar. Till skillnad från bondebefolkningen levde beduinerna i tält. 
Redan under förislamsk tid utmärkte sig beduinerna inom skaldernas område; beduinpoesin är en viktig kulturkälla. Kända förislamska poeter och diktare är as-Samaw'al, an-Nâbigha, 'Antara, Imru' al-Qays och Maymûn ibn Qays. Från denna kultur och den grekiska kommer versmått och metrik senare till västvärlden, och så även vissa arketyper i skönlitteraturen och återkommande motiv. I denna poesi framkommer även att de bofasta bönderna inte hade samma respekt med sig som beduiner; beduinerna bedrev handel över karavanlederna men även deras rövartåg hade hög status (Hjärpe).
De araber som vann Spanien av visigoterna 711 var både vita och svarta morer; de vita, överklassen, kom från Beni Hassan-klanen.
En skildring av beduinernas historia, liv och kultur finns i professor Johannes Østrup skildring av sin resa genom Mindre Asien åren 1892–1893.

## Beduinerna och 1900-talet
Teknikens landvinningar sedan början av 1900-talet har fått vittgående konsekvenser för beduinerna. Förr hade de kunnat skaffa sig rikedomar genom att föda upp kameler och hästar som alla var beroende av som fortskaffningsmedel. Då bilindustrin kom igång och järnvägen byggdes ut minskade marknaden successivt.

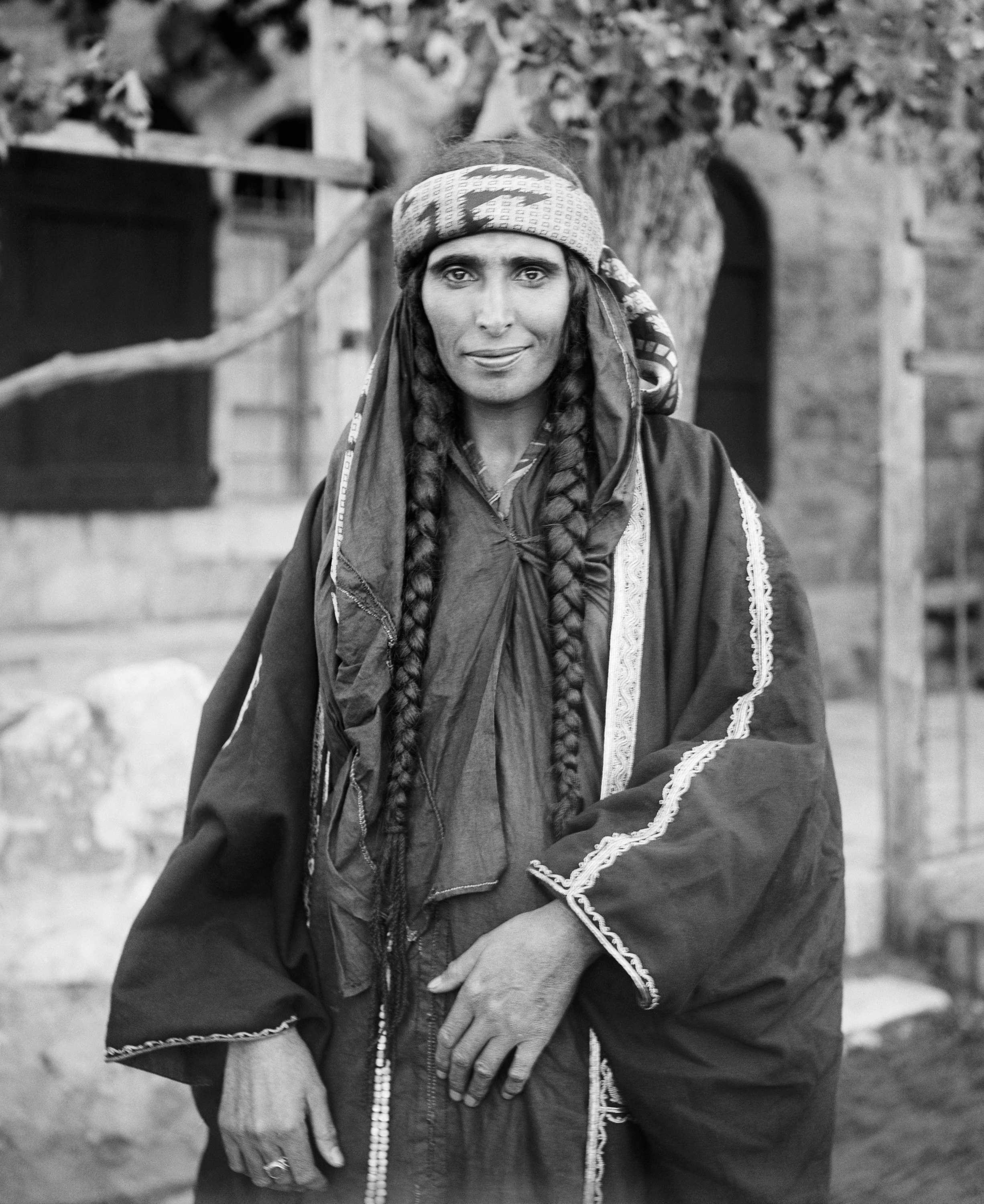
En bediunkvinna i Jerusalem, tidigt 1900-tal.

Befolkningstillväxten i norra Afrika och på den Arabiska halvön har varit explosionsartad. Bondebefolkningens civilisation och beduinernas hade tidigare kunnat leva sida vid sida, men då bondebefolkningens behov av mer mark resulterade i att det blev allt mindre rum för nomader, blev det oundvikligen konflikter. Under 1900-talet reformerades bondebefolkningens jordbruk och de började föda upp kreatur vid sidan av den traditionella odlingen. I ekonomiskt avseende blev det ombytta roller; då beduinerna varit de mer besuttna fanns nu inte längre möjlighet till försörjning. Beduinernas liv i städerna är väsentligen inte annorlunda än västerländskt dito.
Beduinerna rekryterades till flera krig under 1900-talet; när sharif Husayn revolterade mot det Osmanska riket bestod armén till en början av beduiner, och huset Saud erövrade Arabien med beduinska trupper, ikhwan, drivna av religiös övertygelse. Huset Saud har bidragit till att göra beduinerna bofasta i städerna.

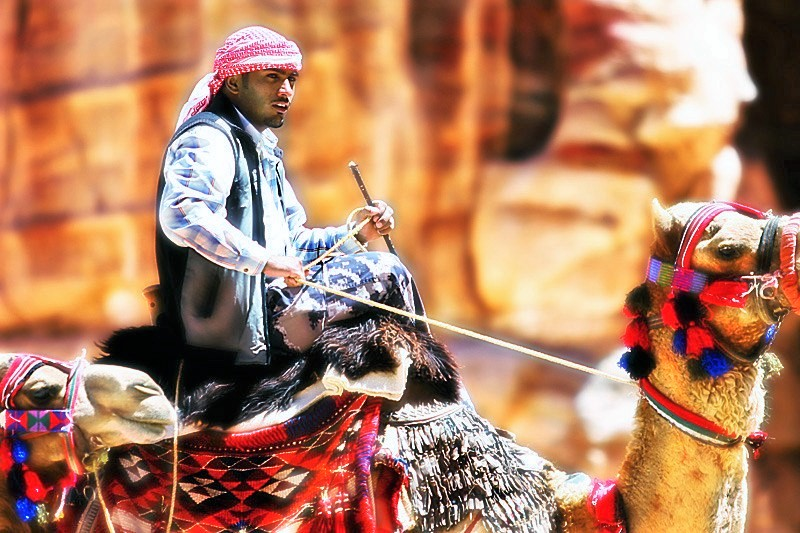
En beduin.

På Sinaihalvön finns omkring 300 000 beduiner, som under 2000-talet har förknippats med terrorattentat mot den egyptiska semesterorten Sharm el-Sheikh vid Röda havet och uppror, som dock president Hosni Mubarak slog tillbaka. Efter den arabiska våren och Egyptiska revolutionen 2011 förekom även kidnappning av turister, men nya avtal mellan Egyptiska myndigheter och beduinerna har undertryckt detta.